# دایناسورهای شترمرغی
دایناسورهای شترمرغی (نام علمی: Ornithomimosauria) نام یک فروراسته از دست‌قاپ‌ریختان است.